# Inga Lindström: Sehnsucht nach Marielund
Sehnsucht nach Marielund ist ein deutscher Fernsehfilm von Karola Meeder aus dem Jahr 2003. Er ist Bestandteil des ZDF-Herzkino-Sonntagsfilms und der erste Film der Inga-Lindström-Reihe nach der gleichnamigen Erzählung von Christiane Sadlo. Die Hauptrollen sind mit Eva Habermann, Daniel Morgenroth, Reiner Schöne und Carin C. Tietze besetzt.

## Handlung
Lena Lagerberg ist Stewardess und mit dem Piloten Malte Hallström befreundet. Er möchte, dass sie sich zusammen eine Wohnung nehmen, doch Lena will noch nicht. Genau als sie darüber diskutieren, erreicht Lena ein Anruf ihrer Schwester Ingrid. Ihr Vater Björn hatte einen schweren Unfall und Ingrid bittet Lena, sofort nach Hause zu kommen. Widerwillig setzt sie sich in ihr Auto, denn eigentlich wollte sie nie mehr zurück, weil sie schlechte Erinnerungen hat. Unterwegs kommt sie am Anwesen Marielund vorbei, das mit ihrem dunklen Geheimnis zu tun hat. Zuhause angekommen, stellt sich heraus, dass die Verletzung ihres Vaters gar nicht so schlimm war und ihre Schwester sie nur herlocken wollte.
Der Architekt Magnus Jacobsson und sein Partner Claes Sandberg haben davon gehört, dass Marielund zum Verkauf steht und Magnus soll nun vor Ort recherchieren, ob sich das Gebiet für eine Feriensiedlung eignet. Deshalb reist er mit seiner Tochter Emma dorthin. Seine Frau Britta hat keine Zeit, um sich um Emma zu kümmern, weil sie einen Termin in Göteborg hat. Als er sich auf Marielund umsieht, das er aus seiner Jugend kennt, da sie einmal in den Ferien dort waren, trifft er auf die Besitzerin Elinor Frödin, die ihn aber spröde hinauskomplimentiert. Deshalb begibt er sich zu seinem Ferienappartement, das er bei Björn und Ingrid auf ihrem Bauernhof gemietet hat. Dort begegnet er erstmals Lena, beide sind sich sofort sympathisch. Doch Lena will sich nicht mehr verlieben, seit vor zehn Jahren das schicksalshafte Unglück passiert ist.
Magnus lässt nicht locker und spricht nochmals mit Elinor, erreicht aber nichts, obwohl beide wissen, dass sie das Anwesen nicht mehr halten kann, weil sie den Kredit bei der Bank nicht zurückzahlen kann. Als Lena ihrer Tante Elinor im Ort das erste Mal wieder begegnet, läuft diese wortlos davon. Magnus, der auch dabei ist, fragt sich, was zwischen den beiden vorgefallen ist, erhält aber keine Antworten. Als Lena einen Ausflug mit dem Boot macht, trifft sie Magnus wieder, sie kommen sich näher und küssen sich. Danach ist sie so verwirrt, dass sie zu Hause beginnt, ihre Sachen zu packen und abreisen will. Ihre Schwester versucht sie zu überzeugen, dass sie nicht mehr vor ihren Problemen davonlaufen sollte. Auch ihr Vater merkt, dass sich Lena verliebt hat und versucht, sie positiv zu beeinflussen.
Als Lena Magnus in seinem Appartement sucht, findet sie die Pläne für den Umbau von Marielund. Sie konfrontiert ihn damit, da er ihr bisher nichts von seinen Plänen erzählt hat und sie im Glauben ließ, dass er nur ferienhalber hier sei. Er erklärt ihr, dass dies nicht mehr sein Plan für Marielund ist, sondern dass man es so rettet wie es ist. Die Familie von Lena pflichtet ihm bei, dabei erfährt er, dass ein Landstreifen am Ufer des Sees gar nicht Elinor, sondern Björn gehört. Dadurch ist das Gelände ohne Seeanstoß gar nicht so wertvoll. Lena will daraufhin wieder mal davonlaufen, als Magnus besorgt nachfragt, ob jemand seine Tochter Emma gesehen hat. Sie ist von einem Ausritt noch nicht zurückgekehrt. Als dann noch ihr Pferd alleine auftaucht, beginnen alle nach ihr zu suchen. Lena und Magnus finden sie, da sie sich wahrscheinlich etwas gebrochen hat, will Magnus seinen Wagen holen und lässt Lena und Emma zurück. Weil ein Gewitter aufzieht, flüchtet Lena mit Emma nach Marielund. Als sie der durchnässten Emma ein Tuch geben will, damit sie nicht friert, entdeckt sie darunter ein kaputtes Motorrad, welches mit ihren schlechten Erinnerungen zu tun hat.
Magnus bringt Emma danach ins Krankenhaus, wo sich herausstellt, dass sie den Knöchel angebrochen hat. Er will dann mit ihr nach Stockholm zurückkehren, wo er sie besser pflegen kann. Doch jemand hat Britta benachrichtigt, die auf dem Bauernhof auf ihre Tochter wartet. Als sie mit Magnus spricht, hat Lena den Eindruck, sie stehen sich immer noch nahe. Dabei hat Britta schon seit einem Jahr einen Freund, was aber nur Magnus zufällig erfährt, als er ein Telefongespräch mithört. Sie will auch zu ihm nach Göteborg ziehen.
Endlich wird klar, was damals passiert ist: Lena ist mit ihrem Freund Stefan, dem einzigen Sohn von Elinor, mit dem Motorrad verunfallt, als plötzlich ein Elch auf der Straße stand. Stefan war sofort tot. Sie gibt sich die Schuld daran und konnte nie mit Elinor darüber sprechen. Elinor wird sich ihrer ausweglosen Situation bewusst und sieht keine andere Lösung, als ihrem Leben ein Ende zu setzen. Dafür will sie sich im See ertränken. Doch Lena und Magnus können sie im letzten Moment retten. Endlich können Lena und Elinor über das Geschehene sprechen und sich verzeihen. Magnus hat einen Vorschlag, wie man Marielund retten kann. Lena verabschiedet sich auf dem Friedhof nochmals von Stefan, um die Vergangenheit hinter sich zu lassen, und pachtet zusammen mit Magnus Marielund, um ein Ferienhaus daraus zu machen. Auch Emma bleibt bei ihrem Vater, da sie nicht zu ihrer Mutter nach Göteborg will. An einem kleinen Fest teilen Lena und Magnus ihre Pläne allen mit, zudem fragt Magnus sie, ob sie ihn heiraten will.

## Hintergrund
Sehnsucht nach Marielund wurde im Jahr 2003 an Schauplätzen am Mälaren gedreht. Produziert wurde der Film von der Bavaria Fiction GmbH.

## Rezeption

### Einschaltquote
Die Erstausstrahlung am 25. Januar 2004 im ZDF wurde von 7,73 Millionen Zuschauern gesehen, was einem Marktanteil von 21,0 % entspricht.

### Kritiken
Die Kritiker der Fernsehzeitschrift TV Spielfilm zeigten mit dem Daumen nach unten und fassten den Film mit den Worten „Hat wer Sehnsucht nach Røsamunde Pilchström?“ kurz zusammen.